# Julieta (pel·lícula)
Julieta és una pel·lícula espanyola dirigida per Pedro Almodóvar a partir de tres novel·les curtes d'Alice Munro, estrenada l'any 2016. La protagonista és interpretada per Emma Suárez i Adriana Ugarte segons l'època.

## Argument
El dia abans d'abandonar Madrid per instal·lar-se a Portugal amb el seu amant Lorenzo, Julieta troba fortuïtament Beatriz, amiga d'infantesa de la seva filla Antía. S'assabenta, així, que aquesta filla que la va abandonar fa més de dotze anys viu encara a Suïssa amb tres fills.
Julieta decideix llavors de quedar-se a Madrid, en l'edifici que ocupava abans, i enfrontar-se als seus records, a la seva solitud, a la seva bogeria. Escriu a Antía tot el que no ha tingut ocasió de dir-li, començant per aquella nit que va conèixer el seu pare Xoan, en un viatge en tren.

## Repartiment
- Emma Suárez: Julieta avui
- Adriana Ugarte: Julieta de jove
- Daniel Grao: Xoan, antic amant de Julieta i pare de Antía
- Inma Cuesta: Ava, amiga escultora de Xoan i Julieta
- Michelle Jenner: Beatriz, amiga d'infantesa de Antía
- Darío Grandinetti: Lorenzo, amant actual de Julieta
- Rossy de Palma: Marian, governanta de la casa de Xoan
- Susi Sánchez: Sara, mare de Julieta
- Joaquín Notario: Samuel, pare de Julieta
- Pilar Castro: Claudia, mare de Beatriz
- Nathalie Poza: Juana, membre d'una comunitat espiritual dels Pirineus

## Llocs de rodatge
- Madrid
- Galícia: port de Ares
- Andalusia: Mairena del Alcor i Serra de Huelva
- Pirineus aragonesos: Fanlo i Panticosa

## Producció

### Gènesi
Pedro Almodóvar escriu, a propòsit d'aquesta pel·lícula que parla del destí ineluctable, del complex de culpabilitat i d'aquest misteri insondable que fa que abandonem les persones que estimàvem, que les esborrem de la nostra memòria com si mai no haguessin significat res. I del dolor que aquest abandó engendre en la víctima.
El director anuncia en un article d'El País un drama ombrívol i íntim, menys barroc, menys graciós que algunes de les seves pel·lícules precedents, i en una paleta de colors girant aquesta vegada al voltant del verd, del gris i del marró. S'envolta d'actors populars de la pantalla petita espanyola, com Adriana Ugarte, Daniel Grao i Michelle Jenner.
El novembre de 2015, la pel·lícula ha estat rebatejada Julieta en lloc de Silencio. Martin Scorsese havia començat el rodatge d'una pel·lícula titulada Silenci. Tres cartells són descoberts successivament.
Les escultures de Ava són en realitat obres del valencià Miquel Navarro, peces del qual ja figuraven en En carne y huesos.

## Rebuda de la pel·lícula

### Premis
- Festival de Canes 2016: selecció oficial, en competició[7]

### Rebuda de la crítica
A Espanya, les crítiques són prou positives, sobretot en El Mundo que es vana de la construcció de la pel·lícula, la seva depuració i originalitat, i La Vanguardia que compara la pel·lícula als retrats de dones de les pel·lícules de George Cukor o de Kenji Mizoguchi. El diari ARA parla d' ''Almodóvar torna al melodrama i sembla que per si sol això hagi de ser una grandíssima notícia. És cert que el retorn es produeix després d'un parèntesi còmic demencial (Los amantes pasajeros) (...) Hi ha escenes de difícil comprensió dramàtica (la del tren) i transicions temporals matusseres. És concisa i intensa, també opaca, freda, sense encant
Els articles lloen la qualitat de les actrius principals. Només el diari El País lliura una critica particularment negativa sota la ploma de Carlos Boyero, crític considerat com «[la ]enemic jurat» de Pedro Almodóvar, (ja havia publicat una critica particularment dura de la pel·lícula Los amantes pasajeros que havia estat considerada com homòfoba). Jutja aquesta vegada que l'estilització de la pel·lícula i els temes que s'aborden, per intensos que siguin en teoria, no el motiven. No s'identifica amb els personatges i estima que aquesta distància ve de la debilitat del llenguatge cinematogràfic en aquesta pel·lícula. En el mateix periòdic, Vicente Molina Foix estima tanmateix que es tracta del millor guió de tota la carrera de Pedro Almodóvar.

### Rebuda del públic
La promoció de la pel·lícula a Espanya ha estat barrejada amb l'aparició del nom del director i del seu germà Agustín en l'afer dels Panama Papers alguns dies abans la sortida en sales. Amb la finalitat de no haver de respondre a qüestions en el cas d'aquest escàndol, Pedro Almodóvar decideix anul·lar totes les seves aparicions públiques al voltant de la pel·lícula (roda de premsa, intervencions a la televisió…).
Julieta surt només a 203 pantalles espanyoles, menys que en les precedents pel·lícules del realitzador. El fet que es tractés d'un drama i no d'una comédie ha incitat el seu distribuïdor a apostar sobre una estratègia d'un nombre més restringit de sales que en el cas de Los amantes pasajeros però assegurant-se que quedaria més molt de temps en cartell.
El nombre total d'entrades és per conseqüent relativament fluix en la seva estrena per una pel·lícula de Pedro Almodóvar (és la primera vegada que una pel·lícula d'aquest director no és la pel·lícula espanyola millor estrena de la setmana), però aquesta combinació restringida de sales fa que el nombre d'espectadors per pantalla és el millor de la setmana. L'ARA parla de ''Els resultats de taquilla de l'estrena de 'Julieta' són els pitjors aconseguits per una pel·lícula de Pedro Almodóvar en els últims 10 anys.''
L'11 d'abril, tres dies després de la seva estrena, El País indica que la pel·lícula havia sumat 79.523 espectadors, cosa que equival a 585.989 euros de recaptació.